# Старе Шептахово
Старе Шепта́хово (рос. Старое Шептахово, чув. Кивĕ Мăнтăр) — присілок у складі Урмарського району Чувашії, Росія. Входить до складу Челкасинського сільського поселення.
Населення — 194 особи (2010; 221 у 2002).
Національний склад:
- чуваші — 99 %